# Johnny Logan
Johnny Logan, rođen kao Seán Patrick Michael Sherrard O'Hagan  (Frankston, 13. svibnja 1954.), je irski pjevač i tekstopisac.
Johnny Logan je bez prave konkurencije najuspešniji sudionik u povijesti Eurosonga. Sudjelovao je u čak 3 pobjede Irske sa snažnim baladama. Na Pjesmi Eurovizije 1980. u Haagu Logan je pobijedio pjevajući "What's Another Year". Godine 1987. u Bruxellesu je ponovo trijumfirao sa svojom pjesmom "Hold Me Now", izabranom 2005. za treću najbolju pjesmu u povijesti natjecanja. Na Pjesmi Eurovizije 1992. u Malmöu je pobijedila Linda Martin s pjesmom "Why Me?", koju je Logan napisao. 1984. bio je na Pjesmi Eurovizije 1984. (kao tekstopisac) 2. s pjesmom "Terminal 3" koju je otpjevala buduća pobjednica iz 1992. Linda Martin
Često ga zovu "Mr. Eurovision" (”Gospodin Eurovizija”).

## Životopis
Johnny je rođen u Frankstonu kraj Melbournea (Australija). Njegov otac je bio čuveni irski tenor Patrick O’Hagen, koji je tri puta pjevao u Bijeloj kući, za predsjednike Kennedyja, Johnsona i Nixona. Imao je troje braće i jednu sestru. Porodica se vratila u Irsku kada je Loganu bilo tri godine. Naučio je svirati gitaru, počeo s pisanjem svojih pjesma kada je imao trinaest godina i profesionalnim pjevanjem s četrnaest. Nakon škole se zaposlio kao šegrt–električar, a u isto vrijeme je izvodio muziku u folk i blues klubovima. Kao električar je radio pet godina. Godine 1977. je igrao Adama u irskom mjuziklu ”Adam i Eva”. 

## Diskografija
- In London, Irska 1979.
- Same, Irska 1980.
- What's Another Year, Irska 1980.
- The Johnny Logan Album, Nizozemska 1980.
- Johnny Logan, UK 1980.
- Straight From The Heart, Nizozemska 1985.
- Hold Me Now, Nizozemska 1987.
- Mention My Name, Njemačka 1989.
- What's Another Year, Nizozemska 1989.
- What's Another Year, Erfolge, Njemačka 1990.
- Love Songs, Irska 1990.
- Endless Emotion, Njemačka 1992.
- Living for Loving, UK 1994.
- I'm No Hero, Njemačka 1996.
- The Best of Johnny Logan, UK 1996.
- Reach Out, Nemačka 1996. (nova verzija)
- What's Another Year, Njemačka 1998.
- Love Is All, Njemačka 1999.
- Love Is All, Njemačka 1999. (ograničeno klupsko izdanje)
- Reach For Me, Danska 2001.
- Reach For Me, Njemačka 2001.
- Save This Christmas For Me, Danska 2001.
- We All Need Love, Danska 2003.
- We All Need Love, Njemačka 2004.
- The Best of Johnny Logan, EU 2005.

## Vanjske poveznice
- Službene stranice  Arhivirana inačica izvorne stranice od 29. ožujka 2009. (Wayback Machine)